# Augustinern 39 (Quedlinburg)

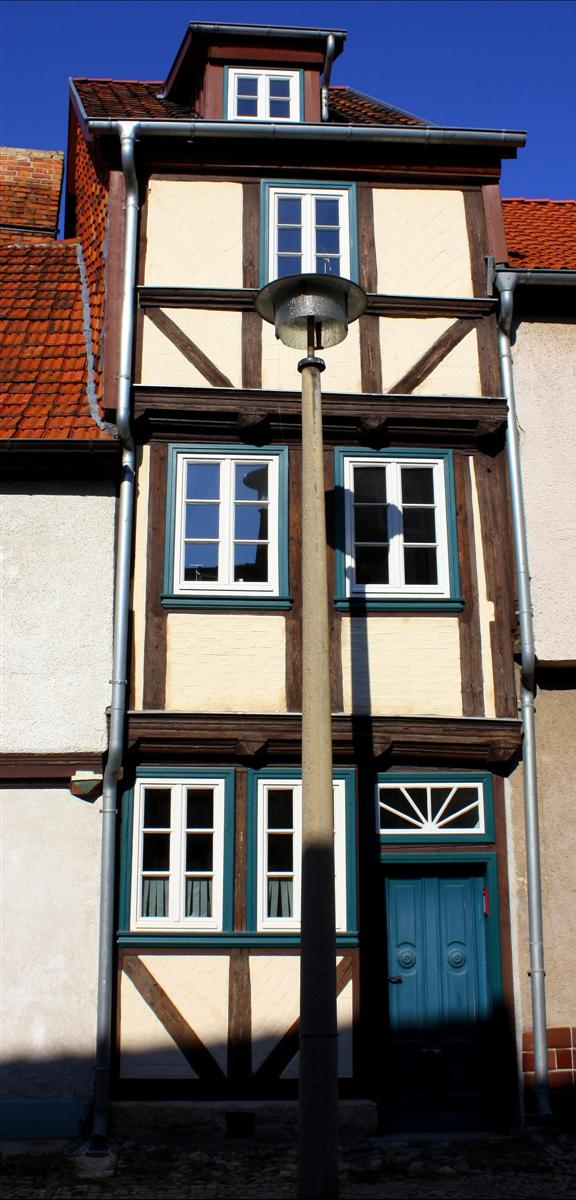
Haus Augustinern 39

Das Haus Augustinern 39 ist ein denkmalgeschütztes Gebäude in der Stadt Quedlinburg in Sachsen-Anhalt.
Es befindet sich im nördlichen Teil der historischen Quedlinburger Neustadt und gehört zum UNESCO-Weltkulturerbe.

## Architektur und Geschichte
Das sehr schmale, nur vier Gebinde umfassende Fachwerkhaus entstand in der Zeit um 1700. Die Fassade des dreigeschossigen Hauses weist diverse für den Quedlinburger Fachwerkbau typische Verzierungen auf. So finden sich Brüstungsbohlen und Pyramidenbalkenköpfen. An der Stockschwelle finden sich Profilierungen. Darüber hinaus sind Gefache mit Zierausmauerungen versehen. Türen und Fenster stammen aus dem 19. Jahrhundert. 